# La terrible veritat
La terrible veritat (títol original en anglès The Awful Truth) és una pel·lícula estatunidenca dirigida per Leo McCarey i estrenada l'any 1937.	

## Argument
Jerry i Lucy Warriner són un matrimoni en tràmits de divorci que lluiten per la custòdia del seu gos, Mr Smith. Poc abans que surti la sentència de divorci, Jerry decideix que vol tornar amb Lucy, moment en què s'assabenta que la seva dona es va a casar amb un home de camp que s'ha fet ric gràcies al petroli. Jerry contraataca anunciant el seu compromís amb l'aristocràtica Molly Lamont.

## Comentaris
És una comèdia sobre la infidelitat d'una parella i els embolics del seu procés de divorci, especialment divertits pel que fa a la custòdia del gos. Basada en una obra teatral d'Arthur Richman, la pel·lícula va merèixer cinc nominacions de l'Acadèmia de Hollywood, però només el va guanyar McCarey com a millor director.

## Repartiment
- Irene Dunne: Lucy Warriner
- Cary Grant: Jerry Warriner
- Ralph Bellamy: Dan Leeson
- Alexander D'Arcy: Armand Duvalle
- Cecil Cunningham: Aunt Patsy
- Molly Lamont: Barbara Vance
- Esther Dale: Mrs. Leeson
- Joyce Compton: Dixie Belle Lee
- Robert Allen: Frank Randall
- Robert Warwick: Mr. Vance
- Mary Forbes: Mrs. Vance

## Premis i Nominacions

### Premis[2]
- Oscar al millor director (Leo McCarey)

### Nominacions[2]
- Oscar a la millor pel·lícula (Leo McCarey, Everett Riskin)
- Oscar al millor guió (Viña Delmar)
- Oscar a la millor actriu (Irene Dunne)
- Oscar al millor actor secundari (Ralph Bellamy)
- Oscar al millor muntatge (Al Clark)